# Rengøring
Rengøring er en handling, der skal fjerne diverse former for snavs. Ordet bruges normalt ikke om levende væsner eller åbne pladser, men snarere når der skal gøres rent i huse. Ved rengøring kan adskillige hjælpemidler tages i brug. Traditionelt er der ved påske en stor rengøring kaldet påskerengøring. Til rengøring kan en rengøringsassistent ansættes.

## Hjælpemidler ved rengøring
- Carpet cleaner
- Fejebakke
- Gulvmoppe
- Gulvklud
- Karklud
- Kost
- Klud
- Opvaskebørste
- Rengøringsmiddel – dvs. et kemisk hjælpemiddel
- Støvsuger
- Ståluld
- Svamp
- Viskestykke

## Forskellige former for rengøring
Rengøring kan foregå på forskellige måder alt efter hvad, der rengøres:

### Rengøring i hjemmet
I hjemme rengøres der tit med gulvklud, karklud og støvsuger.

### Rengøring af sko
Til at rense sko findes der mange forskellige måder. Normalt bruger man husholdningsmider til at rense normale sko, mens man til sarte sko vil bruge mere professionelle reskaber, som kan skåne skoene.